# Siboglinum angustum
Siboglinum angustum är en ringmaskart som beskrevs av Southward och Brattegard 1968. Siboglinum angustum ingår i släktet Siboglinum och familjen skäggmaskar. Inga underarter finns listade i Catalogue of Life.